# Rainilaiarivony

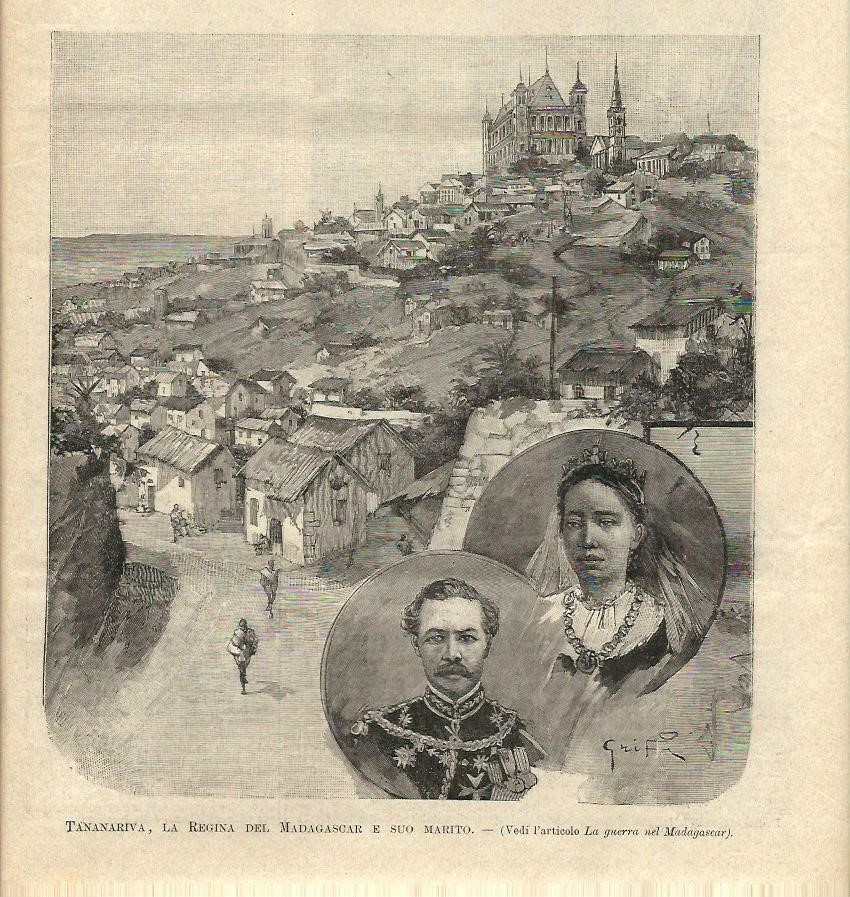
La regina Ranavalona III, il consorte primo ministro Rainilaiarivony e il Rova di Antananarivo

Rainilaiarivony (Ilafy, 30 gennaio 1828 – Algeri, 17 luglio 1896) è stato un politico malgascio, che ricoprì la carica di primo ministro del regno del Madagascar per 31 anni, dal 1864 al 1895. Fu marito di tre regine: Rasoherina, Ranavalona II e Ranavalona III.

## Biografia
Era il secondogenito di Rahiniaro, capo del governo dal 1833 al 1852, e di Rabodomiarana, figlia di Ramamonjy. I genitori non erano nobili, ma appartenevano alla classe degli uomini liberi Hova, con importante ruolo a corte
Subentrò al fratello Rainivoninahitriniony (1852-1868), succeduto al padre e nominato da Ranavalona I. Nel 1861 salì al trono Radama II, che mantenne l'esecutivo della madre ma avviò una politica diversa, favorevole alla Francia e al cristianesimo. Rainilaiarivony, per non compromettere il proprio potere, diede l'ordine di assassinarlo il 12 maggio 1863. Sposò subito dopo la nuova regina Rasoherina, che divorziò da suo fratello.
Le regine, senza prole, non posero limiti all'esercizio del suo potere, nonostante non gli avessero conferito titoli nobiliari o il rango di principe consorte. Qualche inconveniente si manifestò con Ranavalona II, il cui temperamento la portava a esibire e far valere l'autorità regale che le spettava.
Divenne l'uomo più potente del Madagascar e tutte le decisioni erano prese da lui. Promosse, con l'assenso reale, lo sviluppo urbanistico e edilizio della capitale Antananarivo, facendo ampliare o costruire il palazzo reale, le chiese, la stazione, il teatro e la fastosa residenza da cui amministrava il regno, Andafiavaratra. Nel 1869 si convertì al protestantesimo con la consorte Rasoherina, ma si oppose alle mire espansionistiche britanniche e soprattutto francesi. Fece, altresì, sottoscrivere alle sovrane i codici del 1868 e 1881.
Morta Rasoherina nel 1868, si unì in matrimonio con la cugina Ranavalona II (solo la prima consorte, Rasoanalina, apparteneva al suo ceto sociale originario). Deceduta questa nel 1883, la nuova monarca, la giovane Ranavalona III, nipote della defunta, accettò le nozze con Rainila, che poté così conservare la propria supremazia.
I missionari inglesi convinsero il primo ministro a dichiarare il protestantesimo religione ufficiale del regno. Si espanse, però, il proposito di assoggettamento da parte della Francia e, tra il 1883 e il 1885, Rainila e la regina non poterono evitare la formalizzazione dell'accordo di protettorato voluto dal presidente del consiglio Jules Ferry. Nel 1895, infine, il Madagascar fu conquistato e il primo ministro esiliato ad Algeri, dove morì il 17 luglio 1896 all'età di 68 anni. La salma fu riportata in patria nel 1900 e tumulata nella tomba del padre ad Antananarivo. Anche l'ultima sovrana Ranavalona III partì per l'esilio; la monarchia venne abolita, l'isola perse l'indipendenza e acquisì lo status di colonia francese, che mantenne fino al 1958..

## Galleria d'immagini

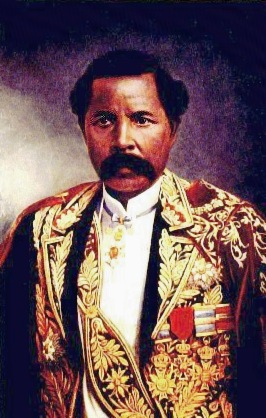
Ritratto di Rainilaiarivony
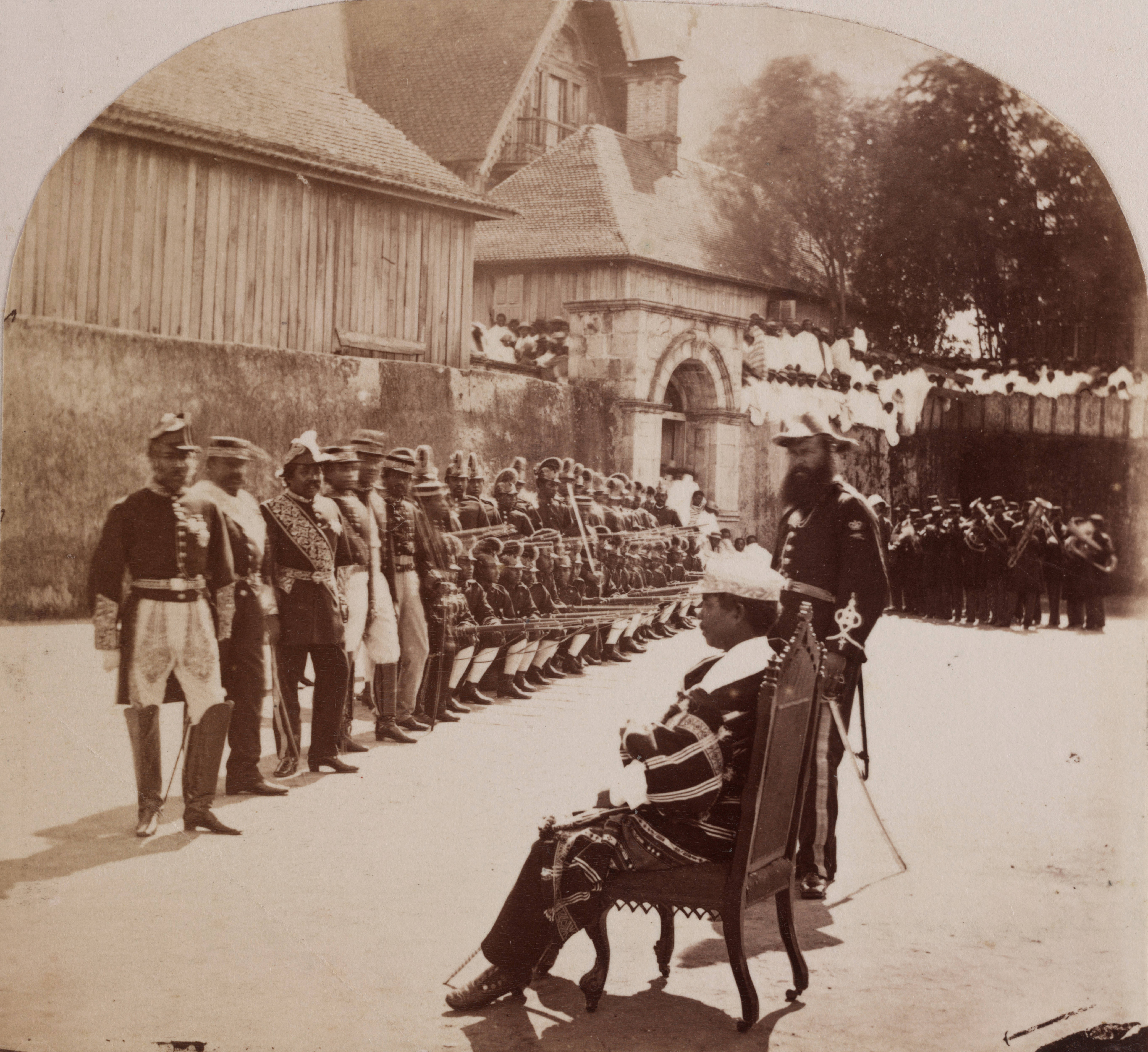
Il Primo ministro ispeziona le truppe malgasce
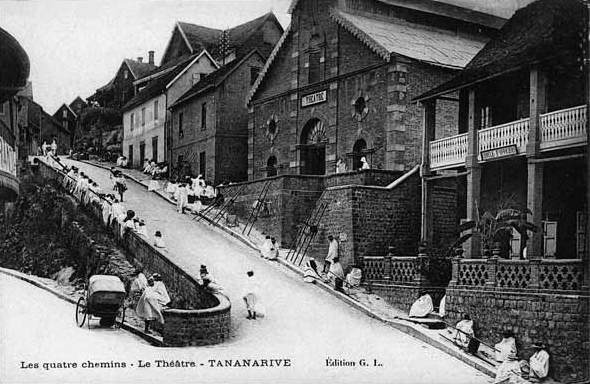
Il teatro reale (1905)
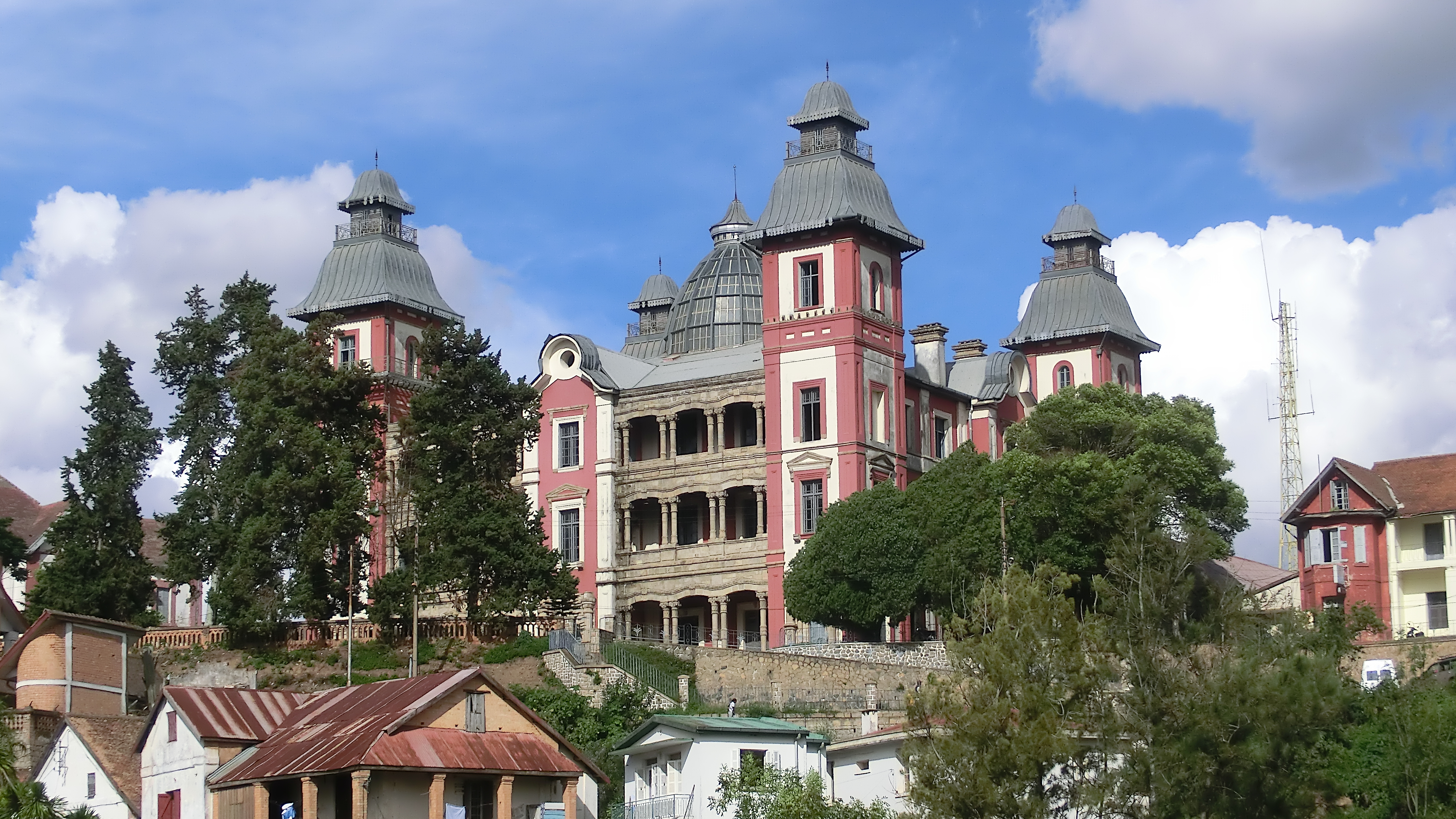
Il palazzo di Andafiavaratra, residenza di Rainilaiarivony
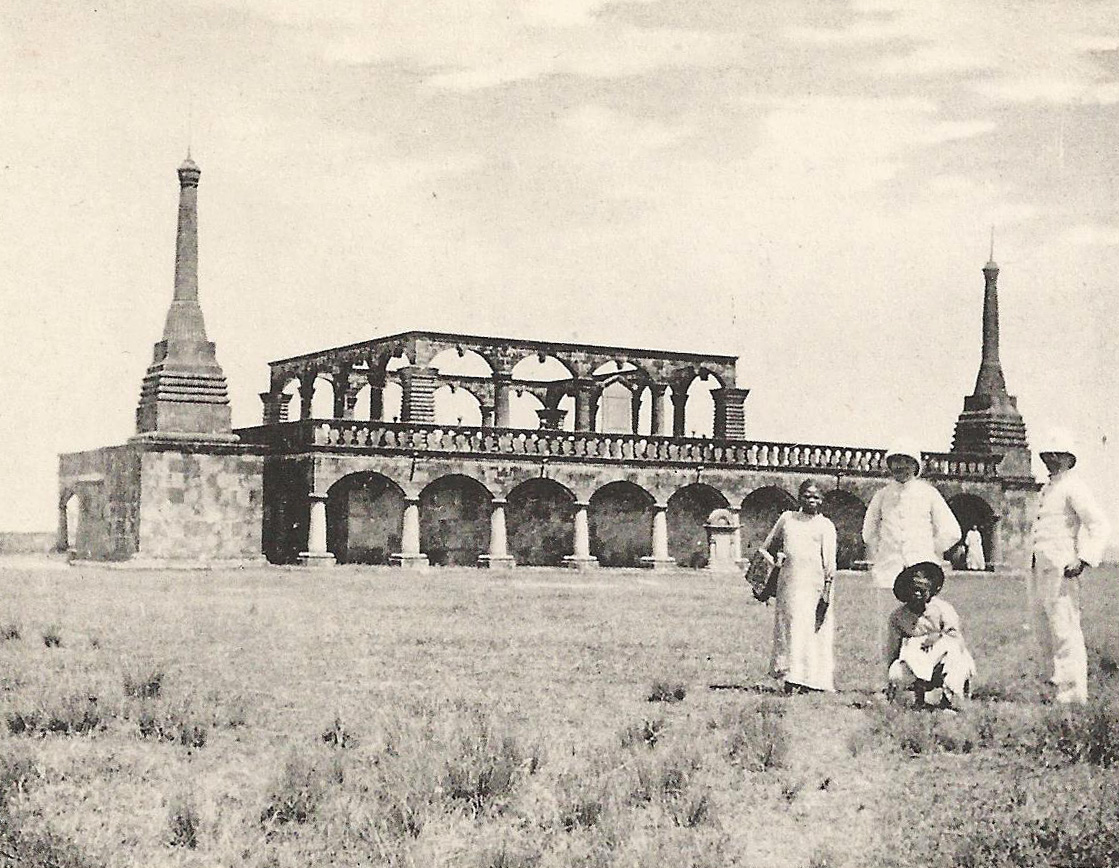
La tomba di Rainilaiarivony